# Echemographis distincta
Genre
Espèce
Echemographis distincta, unique représentant du genre Echemographis, est une espèce d'araignées aranéomorphes de la famille des Gnaphosidae.

## Distribution
Cette espèce est endémique du Venezuela.

## Publication originale
- Caporiacco, 1955 : Estudios sobre los aracnidos de Venezuela. 2a parte: Araneae. Acta biológica Venezuelica, vol. 1, p. 265-448.